# Liutprand de Crémone
Pour les articles homonymes, voir Liutprand (homonymie).
Liutprand de Crémone ou Liudprand de Crémone (né vers 920-922 à Pavie et mort vers 972) est un évêque, ambassadeur et historien italien. Il a effectué deux (ou trois) ambassades à Constantinople dans le but de resserrer les liens entre les Lombards, puis le Saint-Empire romain germanique avec l'Empire byzantin.

## Biographie
Liutprand de Crémone naît vers 920-922 à Pavie, dans une famille noble lombarde vivant à la cour du roi Hugues de Provence. On ne connaît pas le nom de son père, ni celui du second époux de sa mère. Mais tous deux ont été commis par le roi Hugues, en 927 et à nouveau en 942, comme ambassadeurs à Constantinople.
Liutprand vit dans un premier temps à la cour du roi Hugues. Il passe ensuite au service de l'ancien premier ministre Bérenger II lorsque celui-ci renverse Hugues en 945. Sous les ordres de Bérenger, Liutprand est alors envoyé en ambassade à Constantinople auprès de Constantin VII en 949.
À son retour, il se brouille avec Bérenger II, et le quitte vers 955 pour rejoindre la cour d'Otton Ier, qui après avoir conquis une partie de l'Italie (Rome et Ravenne) le nomme évêque de Crémone en 961. Deux ans plus tard, il participe au concile de Rome de 963 (en).
En 968, Liutprand retourne en ambassade à Constantinople demander à l'Empereur Nicéphore II Phocas la main d'une princesse Porphyrogénète pour le fils d'Otton Ier, Otton II. Il revient bredouille devant Otton Ier, qui comptait bien obtenir par ce mariage la paix avec l'Empire byzantin, la reconnaissance par l'empereur byzantin (Liutprand nous rapporte que l'on appelle Otton « Rex » et non « Basileus » à la cour byzantine) du titre d'« Empereur et Auguste » que le pape lui a conféré, ainsi que les terres conquises sur le domaine byzantin.
Liutprand effectue peut-être une troisième ambassade en 971, toujours à Constantinople, qui aurait enfin permis à Otton II d'épouser la princesse byzantine Théophano Skleraina.
Il meurt vers 972.

## Écrits

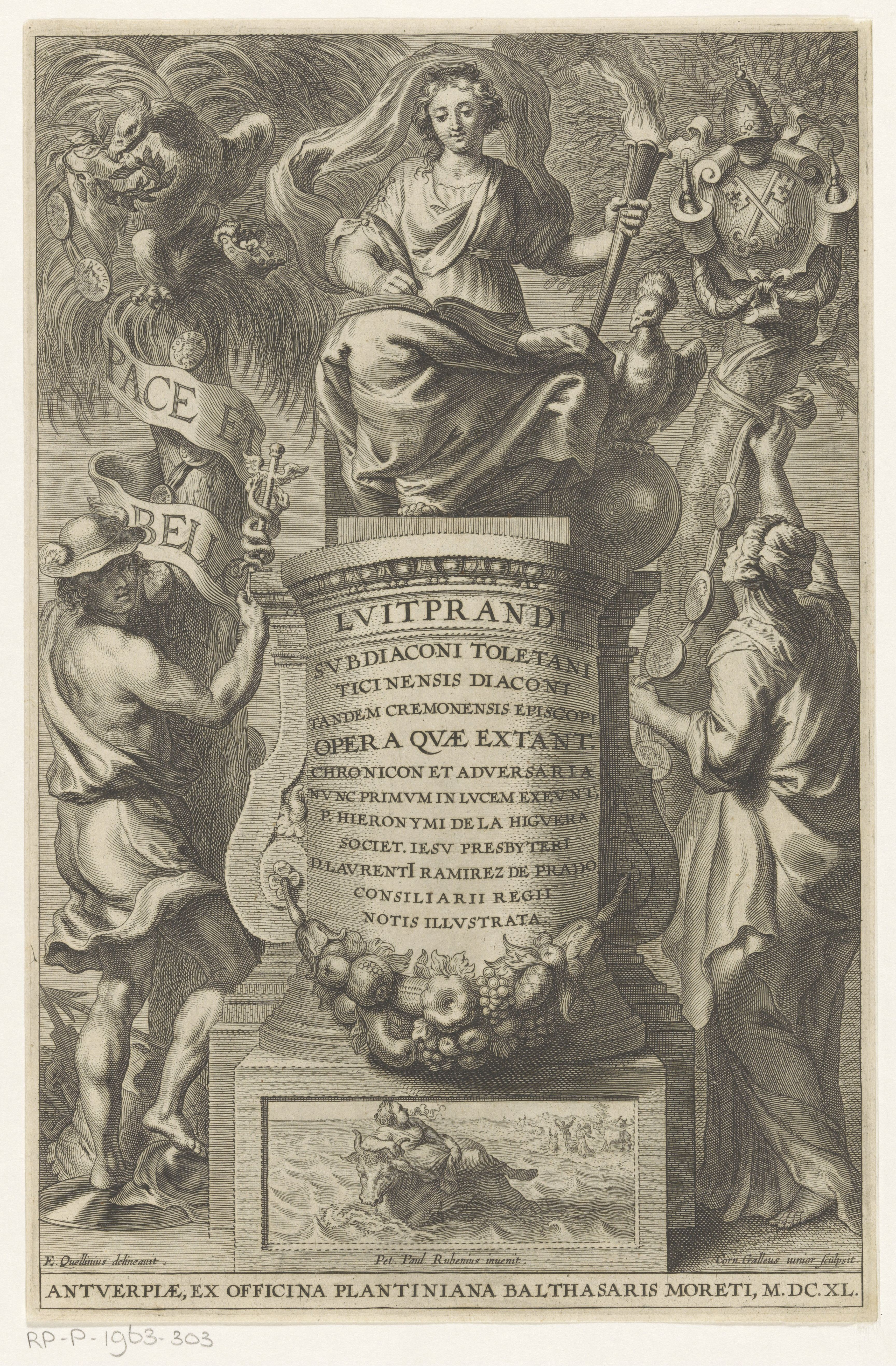
Liutprand de Crémone, Opera, Anvers, Batlhasar I Moretus, 1640.

Liutprand est connu pour ses écrits : 
- le texte intitulé Antapodosis, écrit entre 956 et 958 à la demande de Recemund (Évêque d'Elvire et ambassadeur du Califat de Cordoue, rencontré par Liutprand à la cour d'Otton Ier). Sur fond d'hostilité de Liutprand contre Bérenger et sa femme Willa, cet ouvrage retrace l'histoire de l'Empire en six livres, allant de 886 à 952. Le chapitre VI de l'Antapodosis contient le récit de sa première ambassade à Constantinople[1].
- Liber de rebus gestis Ottonis magni imperatoris (960-964), simple récit historique.
- Le récit de sa deuxième ambassade à Constantinople, Legatio ou De Legatione Constantinopolitana. 
Le récit que fait Liutprand de sa deuxième ambassade auprès des empereurs de Constantinople a contribué à établir la « légende noire » de l'Empire Byzantin en Occident[2]. En effet les négociations se déroulent dans les pires conditions politiques[3]. L'ambassade est un échec et se déroule dans une atmosphère exécrable. Ainsi Liutprand parle en ces termes de Constantinople : « cette cité, jadis opulente et florissante entre toutes, désormais famélique, parjure, menteuse, fourbe, voleuse, cupide, avare et vaniteuse. »[4].